# 大人國

圖出自《古今圖書集成·方輿彙編·邊裔典·第四十二卷》

大人國，又稱作長人，是《淮南子》所記海外三十六國之一，位於𨲠丘的北方，奢比之的南方。身材高大，釐姓，以黍為主食。據《博物志》所述，其人要懷孕三十六年，生白頭，其孩子則長大，能乘雲而不能走《纪闻》中所述新罗国东与长人国鄰接。长人身長三丈，锯牙钩爪，食用生食，食用捕捉而來的飛禽走獸，有時也會吃人。全身裸體並覆蓋黑色體毛。

## 記載
其人能破木操舟造船。在《列子·湯問》有記載龍伯國大人。據《海內北經》有大人之市在海中，又從《大荒東經》中可知其名為大人之堂，形狀如堂室，大人集會在其上作市場。《楚辭·招魂》記載「長人千仞」。
在《山海經·海外東經》、《大荒東經》、《大荒北經》中有所記載。在《鏡花緣》裡曾出現過，稱為「長人國」，《鏡花緣》裡的大人國則是另外一國。